# Santa Marta (estación del Cablebús)
Santa Marta es una de las estaciones que forman parte del Cablebús de la Ciudad de México, es la terminal oriente de la Línea 2. Se ubica al oriente de la Ciudad de México y del Estado de México, en el límite estatal de la alcaldía Iztapalapa y el municipio de La Paz.

## Información general
Es llamada así por encontrarse cerca de la colonia Santa Marta Acatitla, la colonia tomó este nombre ya que fue una fusión entre el asentamiento prehispánico de Acatitla y el nombre de la santa patrona de la región: Santa Marta. Su símbolo es la imagen de la mencionada santa con un cántaro entre sus manos.

## Conectividad
Metro de la Ciudad de México
- Línea A del Metro de la Ciudad de México (Pantitlán / La Paz):
  - Santa Marta.

Red de Transporte de Pasajeros de la Ciudad de México
- Módulo 4 Alcaldía Iztapalapa:
  - Ruta 1-D (Mixcoac - Santa Marta).
  - Ruta 52-C (Zapata - Santa Marta).